# Skellerup Sogn
Skellerup Sogn er et sogn i Kerteminde-Nyborg Provsti (Fyens Stift).
I 1800-tallet var Ellinge Sogn anneks til Skellerup Sogn. Begge sogne hørte til Vindinge Herred i Svendborg Amt. Skellerup-Ellinge sognekommune blev ved kommunalreformen i 1970 indlemmet i Ullerslev Kommune, der ved strukturreformen i 2007 indgik i Nyborg Kommune.
I Skellerup Sogn ligger Skellerup Kirke.
I sognet findes følgende autoriserede stednavne:
- Balsgyden (bebyggelse)
- Biskopstorp (bebyggelse, ejerlav)
- Boveskov Huse (bebyggelse)
- Bøgebjerg (bebyggelse)
- Bønderskov Huse (bebyggelse)
- Hindemae (ejerlav, landbrugsejendom)
- Kirkeskov (bebyggelse)
- Krogyden (bebyggelse)
- Madeholm (bebyggelse)
- Skellerup (bebyggelse, ejerlav)
- Skovballe (bebyggelse, ejerlav)
- Skovhave (bebyggelse)
- Såderup (bebyggelse, ejerlav)